# Rovigno (Enrico Fonda)
Rovigno è il titolo di due dipinti di Enrico Fonda. Eseguiti nel 1924, appartengono alle collezioni d'arte della Fondazione Cariplo.

## Descrizione
I dipinti appartengono ad una serie di sei paesaggi istriani di resa materica densa e di impianto cromatico uniforme, di proprietà della Fondazione Cariplo. La località raffigurata è la città istriana di Rovigno.

## Storia
I dipinti della serie appartennero fino al 1965 alla collezione del Credito di Venezia e del Rio de la Plata; passarono al patrimonio dell'Istituto Bancario Italiano e da lì alle collezioni d'arte della Fondazione Cariplo nel 1991.